# Volume 3: Further in Time
Volume 3: Further in Time („Трети том: По-нататък във времето“) е третият студиен албум на Афро Келт Саунд Систъм. Излиза на 19 юни 2001 г. чрез Риъл Уърлд Рекърдс.

## Песни
1. „North“ – 6:48
2. „North 2“ – 2:59
3. „When You're Falling“ (с участието на Питър Гейбриъл) – 5:14
4. „Colossus“ – 6:44
5. „Lagan“ – 4:05
6. „Shadowman“ – 6:36
7. „Life Begin Again“ (с участието на Робърт Плант) – 6:19
8. „Further in Time“ – 6:32
9. „Go on Through“ (с участието на Пина Коларс) – 8:03
10. „Persistence of Memory“ – 4:29
11. „The Silken Whip“ – 7:17
12. „Onwards“ – 5:25

## Музиканти
- Саймън Маси – програмиране
- Джеймс МакНали – високи и ниски свирки, акордеон, хармониум, пиано, кийборд, бодхран, програмиране
- Саймън Емерсън – китара, бузуки, мандолина, програмиране
- Джони Калси – дхол барабани, табла, комплект калси
- Мартин Ръсъл – кийборд, програмиране
- Муса Сисохо – говорещ барабан, джембе
- Н'Фали Куяте – вокали, кора, балафон
- Емер Майок – флейта, уйлеанови тръби
- Ярла О'Лионар – вокали

## Критика
Стейша Профрок от Allmusic пише, че „за хората, запознати с предишната работа на групата, формулата изглежда малко се изтърква“.